# 田麦俣多層民家

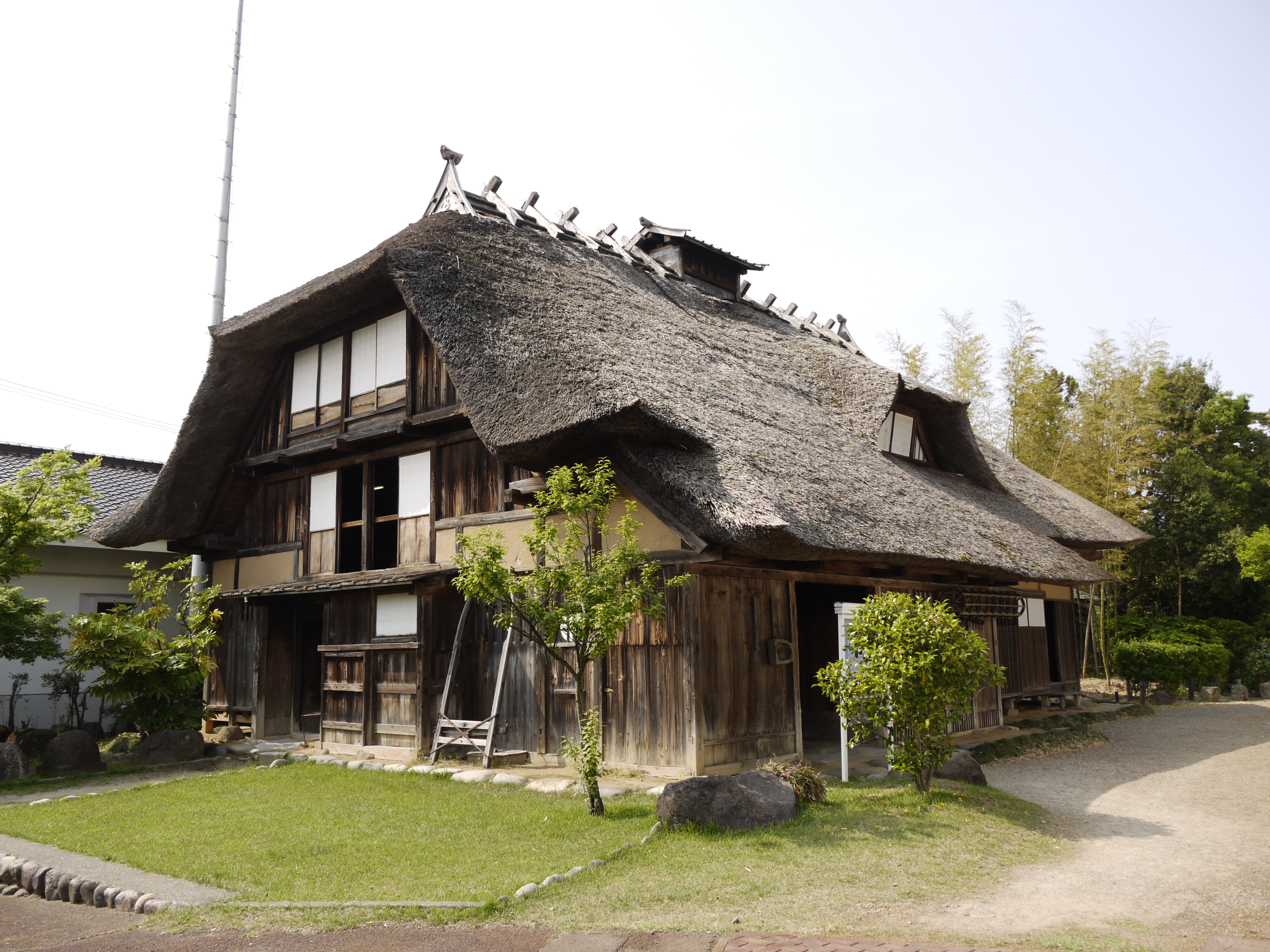
旧渋谷家住宅（現在、山形県鶴岡市、致道博物館内に移築）

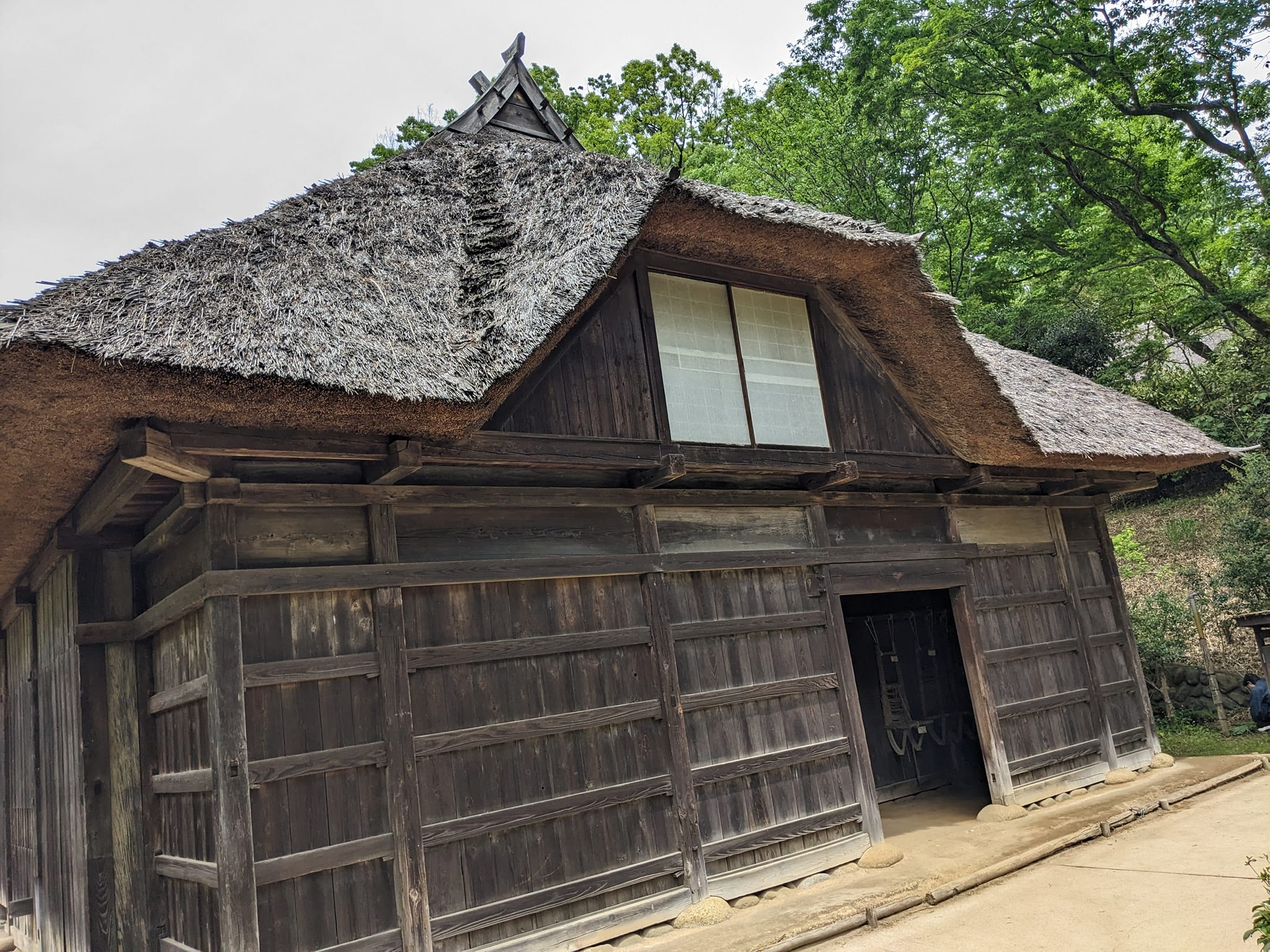
旧菅原家住宅。鶴岡市松沢、18世紀末期建造。現在、神奈川県川崎市多摩区「日本民家園」に移築

田麦俣多層民家（たむぎまたたそうみんか）は、日本の民家における建築形式の一つ。山形県鶴岡市田麦俣における独特の建築形式として知られる。

## 概要
日本海に面した庄内地方と内陸部の村山地方を結ぶ六十里越街道の中間点であった田麦俣は湯殿山神社への参拝客が立ち寄る宿場町としての性格を有していた。また、豪雪時の出入りを容易にするためと、山間地であるため広い敷地の確保が困難なことから、三層構造で居住空間と客人を泊める空間を立体的に確保した茅葺きの建築形式が発展した。これらの民家は明治に入り養蚕業が盛んになると、2階・3階部分の採光と通風を確保するため、寄棟屋根の平部分には屋根窓（高はっぽう）が設けられ、妻面側は屋根を垂直に切り上げた兜造りへ改造されるようになった。
1965年に致道博物館へ移築された旧渋谷家住宅は1969年に国の重要文化財に指定され、1974年には旧遠藤家住宅が山形県指定有形文化財となっている。

### 旧遠藤家住宅
- 公開時間：9時 - 17時
- 定休日：毎週月曜日、年末年始（12月29日 - 1月3日）
- 入場料：小・中学生/200円 高校生以上/300円